# Halticopterina
Halticopterina is een geslacht van vliesvleugeligen uit de familie Pteromalidae. De wetenschappelijke naam van dit geslacht is voor het eerst geldig gepubliceerd in 1946 door Erdös.

## Soorten
Het geslacht Halticopterina omvat de volgende soorten:
- Halticopterina altiverticalis Andersen, 1990
- Halticopterina lauta (Dzhanokmen, 1975)
- Halticopterina magnistipes Andersen, 1990
- Halticopterina moczari Erdös, 1954
- Halticopterina tahoensis Andersen, 1990
- Halticopterina triannulata Erdös, 1946